# Metzgeriidae
Metzgeriidae, podrazred jetrenjarki, dio razreda Jungermanniopsida. Dijeli se na 2 reda.

## Opis
Metzgeriidae je podrazred koji se nalazi unutar razreda Jungermanniopsida, a vrste unutar nje karakterizirane su kao "jednostavne taloidne jetrenjače". Ovaj podrazred razlikuje se od Jungermanniidae tako da većina njegovih vrsta ima talozno tijelo, a ne lišće.
Ove taloidne jetrenke razlikuju se od onih koje nalazimo u razredu Marchantiopsida (složene taloidne jetrenjarke) zbog nedostatka diferencijacije tkiva unutar talusa.
Gametofiti su tipično mali, a talusi općenito nisu deblji od jednog sloja stanice.

## Redovi
Metzgeriidae Barthol.-Began
1. Metzgeriales Rosenv.
2. Pleuroziales Schljakov